# Pjotr Nilowitsch Demitschew
Pjotr Nilowitsch Demitschew (russisch Пётр Нилович Демичев; * 21. Dezember 1917jul. / 3. Januar 1918greg. in Pessotschnja, heute Kirow, Oblast Kaluga; † 10. August 2010 in der Oblast Moskau, Russland) war ein sowjetischer Politiker der Kommunistischen Partei der Sowjetunion (KPdSU), langjähriger Kandidat des Politbüros der KPdSU, Sekretär des ZK der KPdSU, Kulturminister der Sowjetunion sowie Erster Stellvertretender Vorsitzender des Präsidiums des Obersten Sowjet der UdSSR.

## Leben
Demitschew, der aus einer einfachen Bauern- und Arbeiterfamilie stammte, leistete zwischen 1937 und 1944 seinen Wehrdienst in der Roten Armee und begann anschließend ein Studium am Institut für Chemische Technologie in Moskau.
Bereits 1945 wurde er jedoch Leiter einer Abteilung sowie Sekretär des Bezirksausschusses der KPdSU in Moskau, ehe er im Anschluss zwischen 1950 und 1956 Mitarbeiter in der Stadtverwaltung sowie der KPdSU in Moskau war. Nach einer Tätigkeit als Sekretär der KPdSU in der Oblast Moskau von 1956 bis 1958, wurde Demitschew Direktor für Allgemeine Verwaltung beim Ministerrat der UdSSR. Bereits 1959 erfolgte jedoch seine Berufung zum Ersten Sekretär der KPdSU in der Oblast Moskau, ehe er 1960 Erster Sekretär der KPdSU von Moskau wurde.
Am 31. Oktober 1961 wurde er nicht nur Mitglied des Zentralkomitees (ZK) der KPdSU, sondern auch Sekretär des ZK der KPdSU. Diese Funktion behielt er bis zum 16. Dezember 1974, wurde zugleich am 16. November 1964 Kandidat des Präsidiums (seit 1966 des Politbüros) des ZK und bekleidete dieses Amt fast 24 Jahre lang bis zum 30. September 1988.
Am 14. November 1974 wurde Pjotr Demitschew als Nachfolger der am 24. Oktober 1974 verstorbenen Jekaterina Furzewa zum Kulturminister ernannt und gehörte dem Ministerrat der UdSSR bis zum 18. Juni 1986 an. Nachfolger als Minister wurde danach Wassili Sacharow. Zuletzt war er vom 18. Juni 1986 bis zum 1. Oktober 1988 Erster Stellvertretender Vorsitzender des Präsidiums des Obersten Sowjet und damit de facto Erster Vize-Staatspräsident der UdSSR.
Für seine Verdienste in der Sowjetunion wurde er mehrfach ausgezeichnet und erhielt nicht nur dreimal den Leninorden, sondern auch den Orden der Oktoberrevolution sowie den Orden des Roten Banners der Arbeit.